# Semnornis ramphastinus
Semnornis ramphastinus là một loài chim trong họ Semnornithidae.